# 18805 Kellyday
18805 Kellyday (1999 JX77) là một tiểu hành tinh vành đai chính được phát hiện ngày 12 tháng 5 năm 1999 bởi nhóm nghiên cứu tiểu hành tinh gần Trái Đất phòng thí nghiệm Lincoln ở Socorro.